# Eucaulopsis truncata
Eucaulopsis truncata är en insektsart som beskrevs av Morgan Hebard 1931. Eucaulopsis truncata ingår i släktet Eucaulopsis och familjen vårtbitare. Inga underarter finns listade i Catalogue of Life.